# Parque Natural Estadual Kan-Achuu
O Parque Natural Estadual Kan-Achuu está localizado no distrito de Toguz-Toro, na região de Jalal-Abad, no Quirguistão, tendo sido estabelecido em setembro de 2015. O objetivo do parque é a conservação dos complexos naturais e da biodiversidade únicos, a conservação de espécies raras e ameaçadas de extinção da flora e da fauna e a extensão da rede de áreas especialmente protegidas da República do Quirguistão. A área do parque é de 30.496,5 hectares.